# Helene Platenius
Helene Platenius, geb. Stoll (* 12. Mai 1874 in Waldshut; † 2. März 1961 in Freiburg im Breisgau) war eine deutsche Politikerin (DDP).

## Leben
Helene Stoll war die Tochter des Waldshuter Stuhlfabrikanten Albert Stoll (1836–1897) und der Bertha, geborene Strube. Sie besuchte die Höhere Mädchenschule und war später Hausfrau. Im Mai 1897 heiratete sie den Juristen Otto Platenius, der später als Kriegsgerichtsrat in Baden wirkte.
Vom 18. Februar 1920, als sie für den ausgeschiedenen Abgeordneten Alfred Massa nachrückte, bis zu ihrer Mandatsniederlegung im Oktober 1920 war Helene Platenius Mitglied des Landtages der Republik Baden. Ihr Abgeordnetenmandat wurde von Wilhelm Bock übernommen.